# Puycremat
Puycremat (en aragonés Pueyo d'Esera, en bajorribagorzano Pruiquimat) es un pequeño núcleo de población deshabitado perteneciente a Graus.

## Geografía
Está ubicado en lo alto de un cerro a cinco kilómetros al norte de Graus y desde el cual se puede observar gran parte del río Ésera, lo que le dota de una posición estratégica de vigilancia del mismo.

## Toponimia
Su primera cita documental aparece en el 1208 cuando se le menciona como el Pueio d'Ésera, apareciendo ya posteriormente en el 1428 con el nombre de Puy d'Ésera y posteriormente pasar a ser conocido como Puy Cremat, pudiéndose traducir como "pueyo quemado".

## Historia
Tras sus primeras menciones documentales en las que se aprecia la transformación de su nombre la población vuelve a aparecer ya en el 1586 en varios documentos de tributación para los Condes de Ribagorza con su máximo histórico de población, tres fuegos, ya que a inicios del siglo XX ya contaba con dos casas abiertas y a mediados solo con una, que cerró en los años cincuenta.

## Patrimonio
Ermita de Santa Clara, construida con sillares escuadrados de buena calidad a mediados del siglo XII se ubica sobre lo alto de un montículo. Es un edificio de una sola nave rectangular de doce metros de largo y siete de ancho cubierta con bóveda de medio cañón con un presbiterio corto y un ábside cilíndrico que además de estar cubierto con una bóveda de horno cuenta con un ventanal de doble derrame en el centro. En el exterior cuenta con una espadaña bífora y un acceso dovelado en el muro sur. Contaba con una imagen de la Virgen con el Niño, pero fue expoliada en los años 2000al igual que otros elementos del templo que han sufrido intentos de expolio como el altar o pila baustismal. Debido a su estado inminente de ruina si no se realizan obras de estabilización, la asociación Hispania Nostra la incluyó en la lista roja de patrimonio el 13 de septiembre del 21.

## Fiesta
Las fiestas grandes eran el 11 de agosto, con motivo de Santa Clara.